# Katedrála svatého Mikuláše (Fribourg)
Katedrála svatého Mikuláše ve Fribourgu je gotická katedrála ve Švýcarsku. Nachází se v centru města, na ostrohu nad řekou Sánou. Do roku 1924 šlo o farní kostel, od té doby spadá do diecéze lausannsko-ženevsko-fribourské.
Výstavba hlavní lodi byla zahájena roku 1283 a dokončena roku 1430. Věž, která měří 76 metrů a obsahuje 11 zvonů, byla dokončena v roce 1490. Vitrážová okna, jež byla sestavena mezi roky 1896 a 1936 podle plánů polského malíře Jozefa Mehoffera, představují jednu z nejvýznamnějších kolekcí secesních náboženských vitráží.

## Galerie

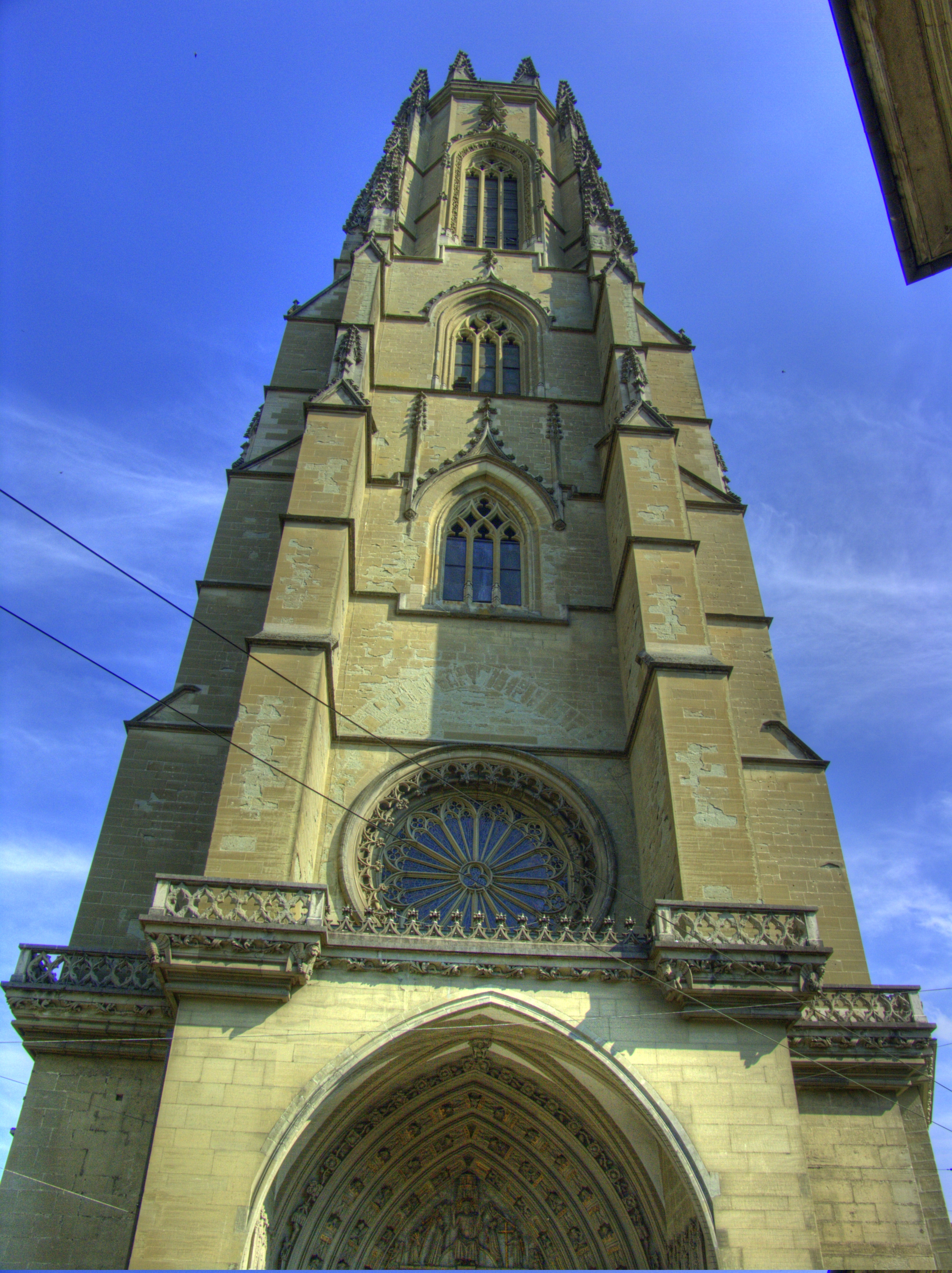
Věž
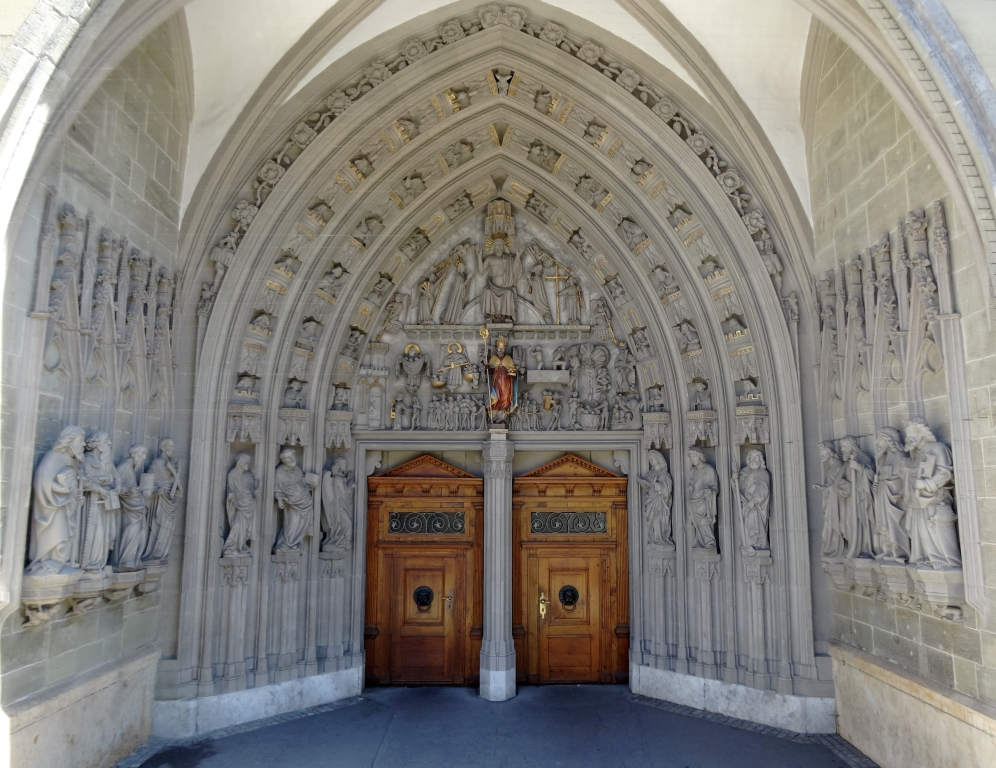
Hlavní portál
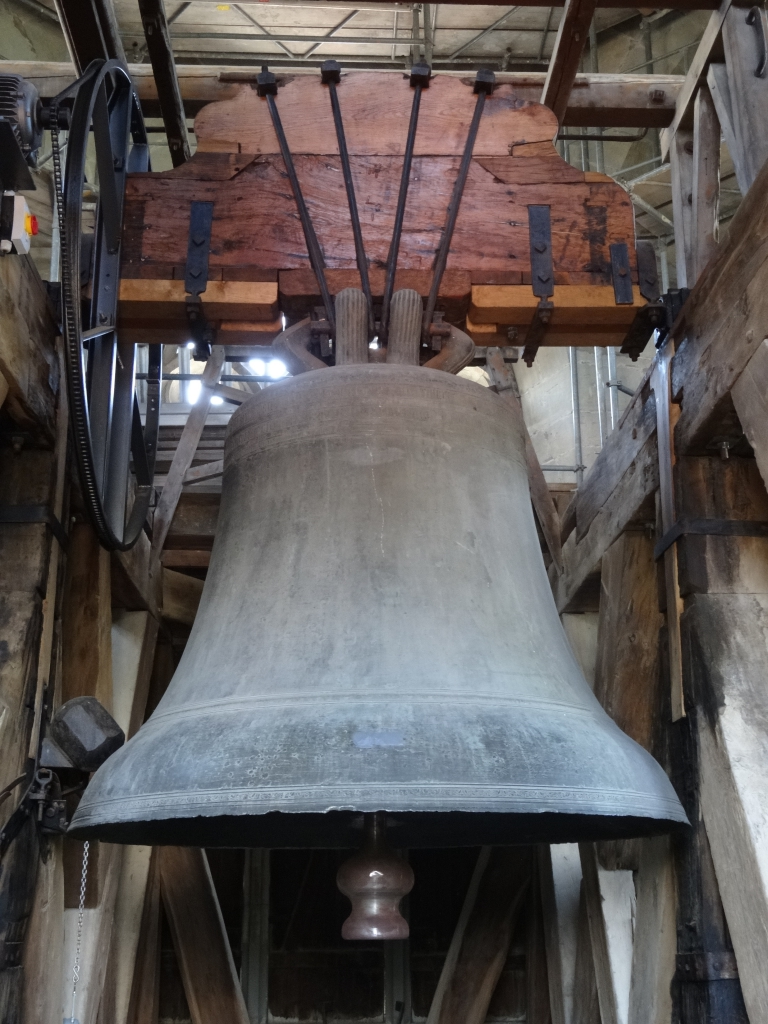
Hlavní zvon
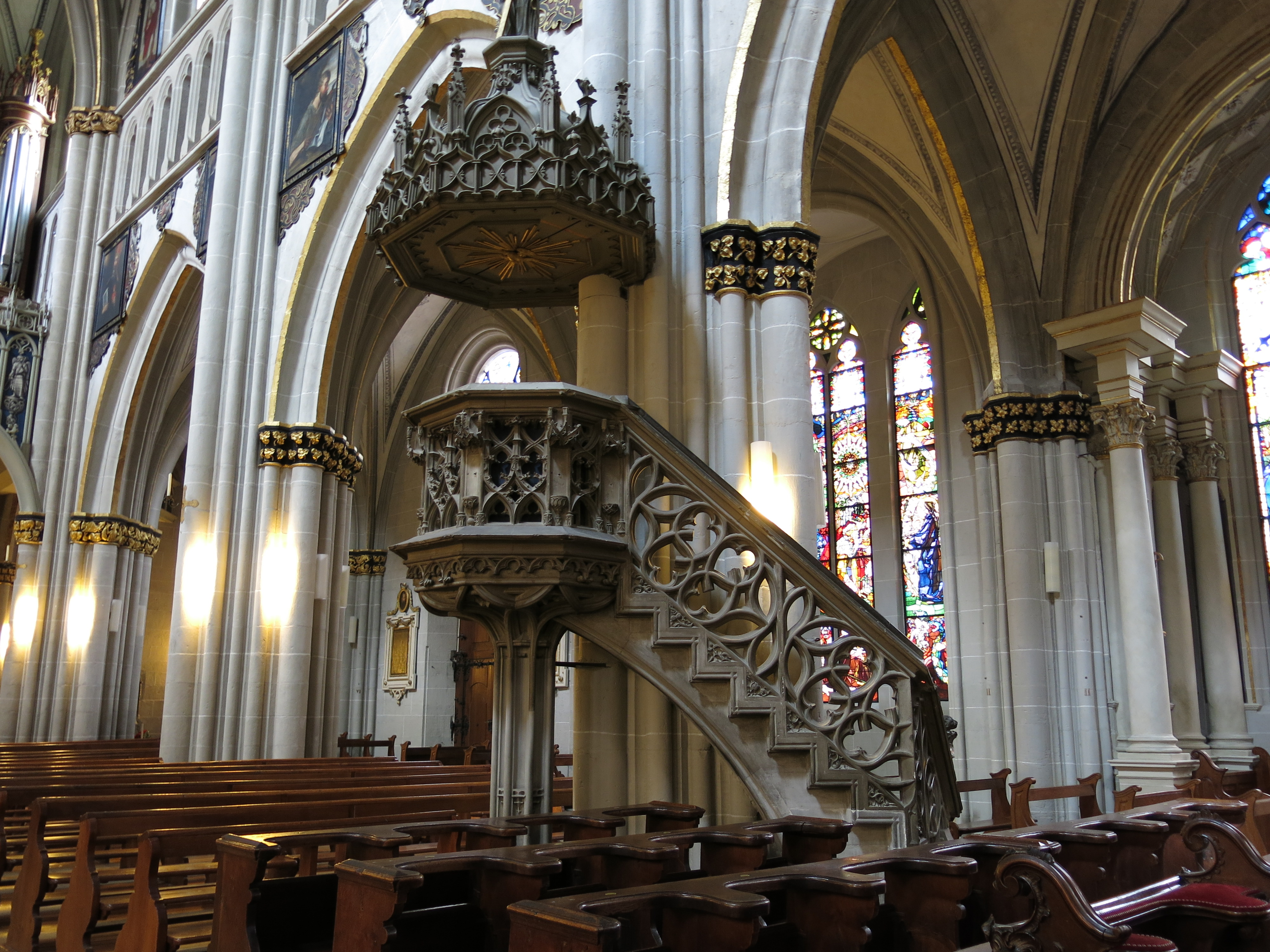
Kazatelna
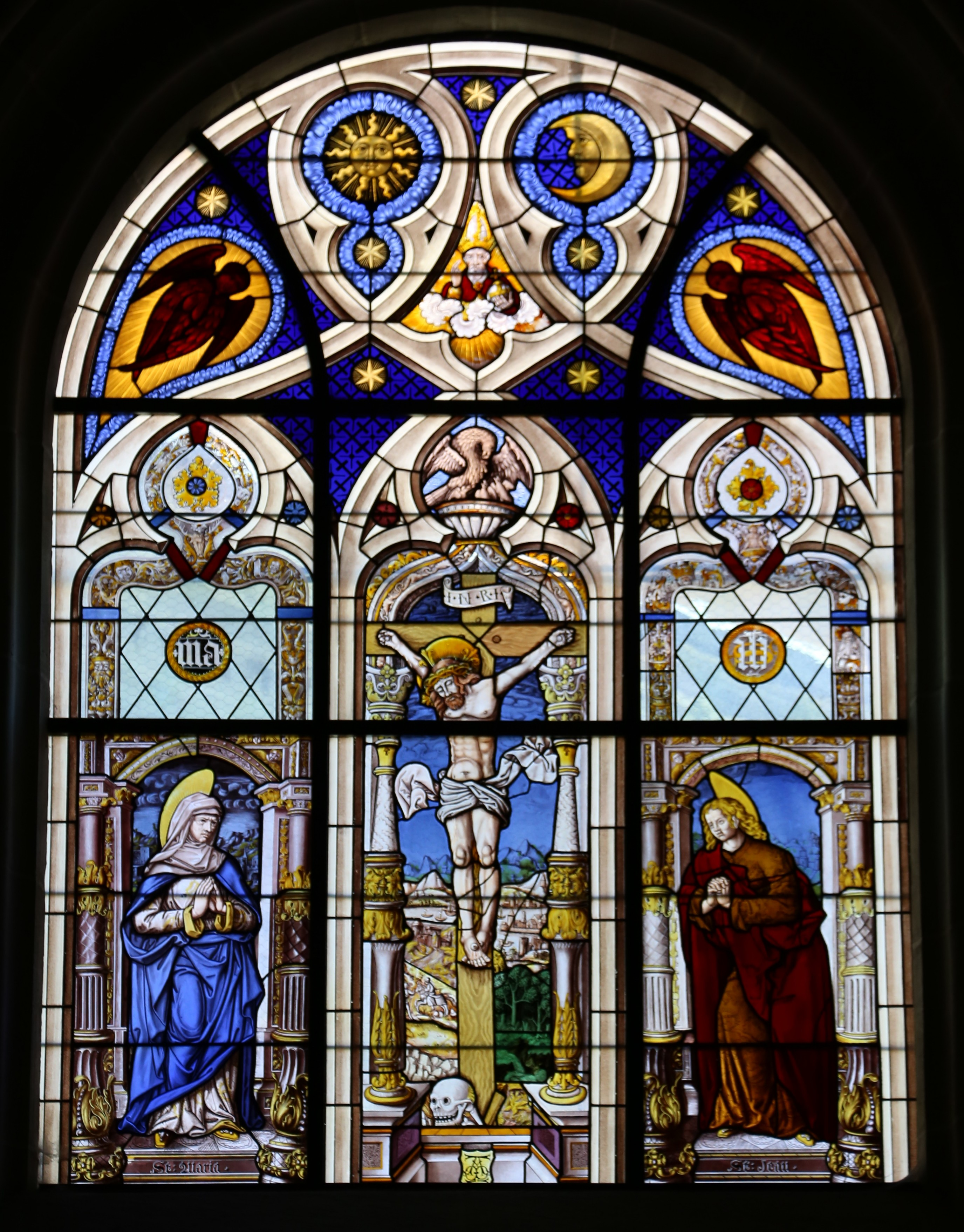
Jedna z vitráží